# Сквиркл

Сквиркл с центром в начале координат (a = b = 0) с малым радиусом r = 1 и x^{4} + y^{4} = 1

Квадрокруг, квадратокруг, также сквиркл (от англ. squircle) — промежуточная форма между квадратом и кругом. Существует, по крайней мере, два определения понятия «квадрокруг», наиболее распространенное из которых основано на суперэллипсе. Слово «квадрокруг» представляет собой комбинацию слов «квадрат» и «круг».

## Сквиркл на основе суперэллипса
В декартовой системе координат суперэллипс определяется уравнением{\displaystyle \left|{\frac {x-a}{r_{a}}}\right|^{n}+\left|{\frac {y-b}{r_{b}}}\right|^{n}=1,}где {\displaystyle r_{a}} и rb — большая и малая полуоси, a и b — координаты x и y центра эллипса, а n — положительное число. Сквиркл определяется как суперэллипс с r a = r b и n = 4. ra = rb. Таким образом, получается уравнение{\displaystyle \left(x-a\right)^{4}+\left(y-b\right)^{4}=r^{4}}где r — малый радиус сквиркла. Сравните это с уравнением окружности. Когда сквиркл центрирован в начале координат, то a = b = 0, и это называется специальной квартикой Ламе.{\displaystyle \mathrm {A} =4r^{2}{\frac {\left(\operatorname {\Gamma } \left(1+{\frac {1}{4}}\right)\right)^{2}}{\operatorname {\Gamma } \left(1+{\frac {2}{4}}\right)}}={\frac {8r^{2}\left(\operatorname {\Gamma } \left({\frac {5}{4}}\right)\right)^{2}}{\sqrt {\pi }}}=\varpi {\sqrt {2}}\,r^{2}\approx 3.708149\,r^{2},}где r — малый радиус окружности и {\displaystyle \varpi } постоянная Гаусса (лемнискаты).

### Обозначениеp-нормы
В терминах p-нормы ‖ · ‖p R2 окружность может быть выражена как:{\displaystyle \left\|\mathbf {x} -\mathbf {x} _{c}\right\|_{p}=r}где p = 4, xc = (a, b) — вектор, обозначающий центр окружности, а x = (x, y). Фактически, это все ещё «круг» из точек на расстоянии r от центра, но расстояние определяется по-другому. Для сравнения, обычный круг — это случай p = 2, в то время как квадрат задается формулой p → ∞ (норма супремума), а повернутый квадрат задается p = 1 (расстояние городских кварталов). Это позволяет сделать прямое обобщение на сферический куб, или сфуб, в {\displaystyle R^{3}}, или гиперсфубы в более высоких размерностях.

## Сквиркл Фернандеса-Гуасти
Ещё одно определение сквиркла появилось благодаря работе в области оптики. Его можно назвать сквирклом Фернандеса-Гуасти в честь одного из его авторов, чтобы отличить его от описанного выше определения, связанного с суперэллипсом. Этот вид с центром в начале координат может быть определён уравнением:{\displaystyle x^{2}+y^{2}-{\frac {s^{2}}{r^{2}}}x^{2}y^{2}=r^{2}}где r − малый радиус окружности, s — параметр квадратности, а x и y находятся в интервале [-r, r]. Если s = 0, то уравнение представляет собой круг; если s = 1, то это квадрат. Это уравнение обеспечивает гладкую параметризацию перехода от круга к квадрату без использования понятия бесконечности.

## Похожие фигуры

Сквиркл (синий) по сравнению с закругленным квадратом (красный).

Фигура, называемая округлым квадратом, может быть получена путем отделения четырёх четвертей круга и соединения их свободных концов прямыми или путем отделения четырёх сторон квадрата и соединения их четвертями окружностей. Такая фигура очень близка, но не совпадает с квадратом. Хотя построение округлого квадрата может быть концептуально и физически более простым, круг имеет более простое уравнение и может быть обобщен гораздо легче. Одним из следствий этого является то, что круг и другие суперэллипсы могут быть легко увеличены или уменьшены. Это полезно, например, когда нужно создать вложенные друг в друга фигуры.

Различные формы усеченного круга

Другая подобная фигура — усеченный круг, граница пересечения областей, ограниченных квадратом и концентрической окружностью, диаметр которой одновременно больше длины стороны квадрата и меньше длины диагонали квадрата (таким образом, каждая фигура имеет внутренние точки, которые не входят во внутреннюю часть другой). Такие фигуры лишены непрерывности касательной, которой обладают суперэллипсы и скругленные квадраты.
Скругленный куб можно задать в понятиях суперэллипсоидов.

## Использование
Сквирклы востребованы в оптике. Если свет пропускается через двумерное квадратное отверстие, центральное пятно на дифракционной картине может быть близко смоделировано сквирклом или суперкругом. Если используется прямоугольная апертура, пятно может быть аппроксимировано суперэллипсом.
Их также можно использовать для изготовления обеденных тарелок. Такая тарелка имеет большую площадь (и, следовательно, может вместить больше продуктов), чем круглая с тем же радиусом, но все равно занимает столько же места в прямоугольном или квадратном шкафу.
Многие модели телефонов Nokia были спроектированы с кнопкой сенсорной панели в форме сквиркла, как и второе поколение Microsoft Zune. Apple использует приближение сквиркла (на самом деле квинтичный суперэллипс) для значков в iOS, iPadOS, macOS и кнопок «Домой» на некоторых устройствах Apple. Что даже стало частью семилетнего разбирательства с Samsung. Одна из форм адаптивных значков, представленных в операционной системе Android Oreo, — сквиркл. Samsung использует такие иконки в своей оболочке One UI для Android, а также в Samsung Experience и TouchWiz.
Итальянский автопроизводитель Fiat использовал сквирклы в дизайне интерьера и экстерьера третьего поколения Panda.